# دیک ساسلاو
ریچارد لارنس ساسلاو (زاده ۵ فوریه ۱۹۴۰) یک سیاستمدار آمریکایی است که بین سال‌های ۲۰۲۰ تا ۲۰۲۴ به عنوان رهبر اکثریت سنای ویرجینیا خدمت کرد، زمانی که از شرکت در انتخابات مجدد خودداری کرد. او که یکی از اعضای حزب دموکرات بود، از سال ۱۹۷۶ تا ۸۰ در مجلس نمایندگان ویرجینیا خدمت کرد، سپس به سنای ویرجینیا انتخاب شد. او نماینده منطقه ۳۵ بود که از شهر فالز چرچ و بخش‌هایی از شهرستان فیرفکس و شهر اسکندریه تشکیل شده است.
ساسلاو در واشینگتن دی سی به دنیا آمد و بزرگ شد و در دبیرستان وودرو ویلسون تحصیل کرد. او قبل از دریافت مدرک لیسانس اقتصاد از دانشگاه مریلند، در ارتش ایالات متحده خدمت کرد (۱۹۵۸–۱۹۶۰). پس از آن وارد تجارت پمپ بنزین شد.